# Ічед-Анью
Ічед́-Анью́ або Іче́т-Анью́, Іче́д-Ань-Ю (рос. Ичед-Анью, Ічет-Анью, Ичед-Ань-Ю) — річка в Республіці Комі, Росія, ліва притока річки Ілич, правої притоки річки Печора. Протікає територією Троїцько-Печорського району.
Річка протікає на північ та північний схід. Впадає до Ілича в районі колишнього присілка Аньюдін.